# Фінал кубка СРСР з футболу 1957
17-й фінал кубка СРСР відбувся на Центральному стадіоні в Москві 26 жовтня 1957 року. У грі взяли участь місцеві команди «Спартак» і «Локомотив». На матчі були присутні 103 тисячі глядачів. Вдруге кубок здобули московські «залізничники».

## Претенденти
«Спартак» (Москва)
- Чемпіон СРСР (6): 1936 (o), 1938, 1939, 1952, 1953, 1956.
- Володар кубка СРСР (5): 1938, 1939, 1946, 1947, 1950.

«Локомотив» (Москва)
- Володар кубка СРСР (1): 1936.

## Деталі
| 26 жовтня 1957 |

| «Локомотив» М | 1 – 0 | «Спартак» М |
| ------------- | ----- | ----------- |
| Бубукін 19'   | Звіт  |             |

| Центральний стадіон (Москва) Глядачів: 103 000 Арбітр: Микола Латишев (Москва) |

| ЛОКОМОТИВ      |                      |     |
|                |                      |     |
| ВР             | Володимир Маслаченко |     |
| ЗХ             | Євген Рогов          |     |
| ЗХ             | Геннадій Забелін     |     |
| ЗХ             | Олександр Климачьов  | 46' |
| ПЗ             | Юрій Ковальов        |     |
| ПЗ             | Іван Моргунов        |     |
| НП             | Ігор Зайцев          |     |
| НП             | Валентин Бубукін     |     |
| НП             | Віктор Соколов       |     |
| НП             | Віктор Ворошилов     |     |
| НП             | Борис Абрамов        |     |
| Заміна:        |                      |     |
| ЗХ             | Іван Черников        | 46' |
| Тренер:        |                      |     |
| Борис Аркадьєв |                      |     |

| СПАРТАК       |                     |     |
|               |                     |     |
| ВР            | Валентин Івакін     |     |
| ЗХ            | Микола Тищенко      |     |
| ЗХ            | Анатолій Масльонкін |     |
| ЗХ            | Михайло Огоньков    |     |
| ПЗ            | Олексій Парамонов   |     |
| ПЗ            | Ігор Нетто          |     |
| НП            | Іван Мозер          |     |
| НП            | Анатолій Ісаєв      |     |
| НП            | Микита Симонян      |     |
| НП            | Сергій Сальников    | 46' |
| НП            | Анатолій Ільїн      |     |
| Заміна:       |                     |     |
| НП            | Віктор Мішин        | 46' |
| Тренер:       |                     |     |
| Микола Гуляєв |                     |     |